# 우자산 (배우)
우자산(중국어 정체자: 吳佳珊, 병음: Wú Jīashān, 한자음: 오가산, Wu Chia-Shan, 1955년 6월 13일 ~ )은 대만의 배우이다.

## 방송
- 탕탕Online
- 아일정요성공
- 진정만천하
- 계화항
- 고련화